# Glyphomitrium australe
Glyphomitrium australe là một loài rêu trong họ Ptychomitriaceae. Loài này được (Hampe) Mitt. mô tả khoa học đầu tiên năm 1882.